# Villa della Mensa

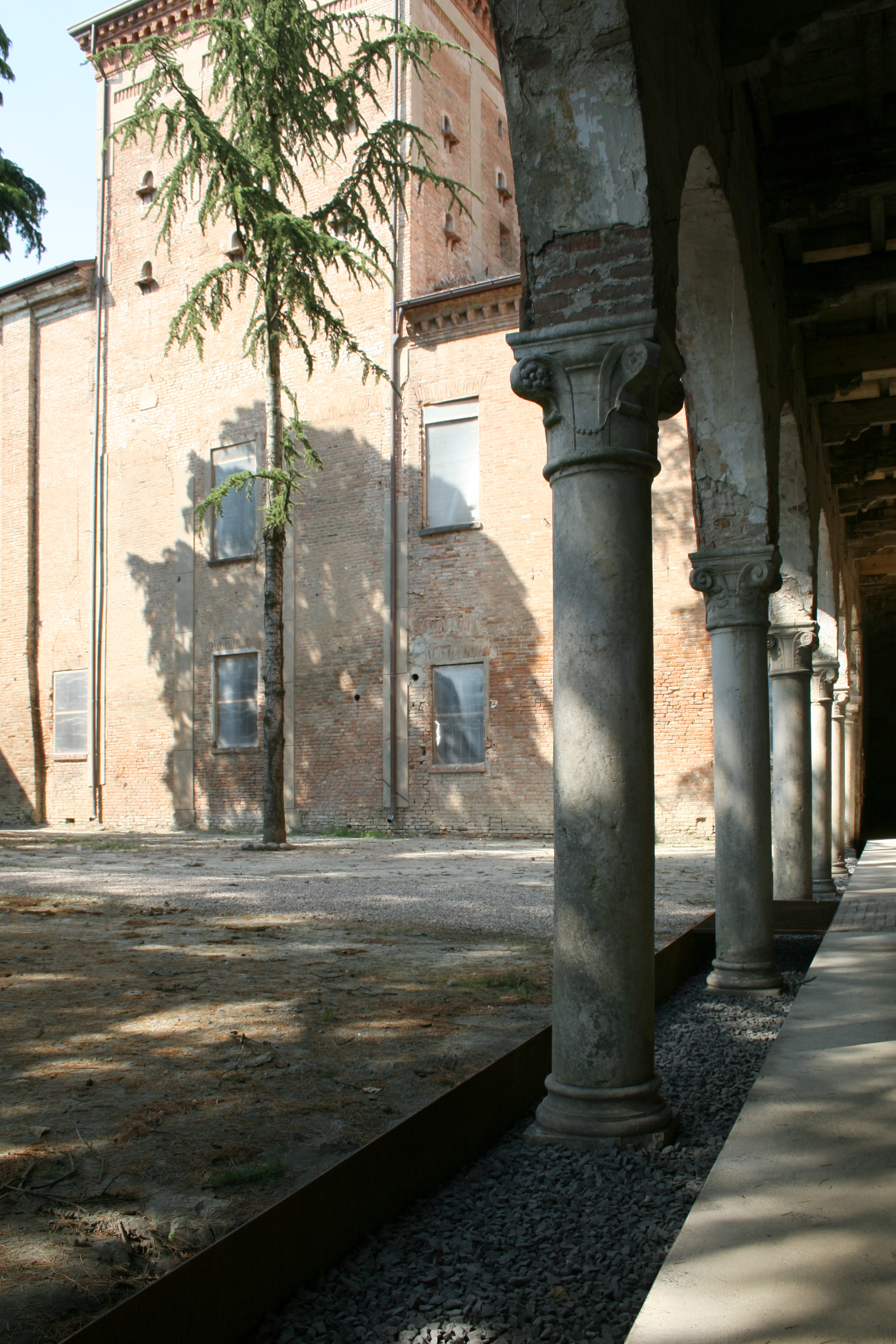
Villa della Mensa

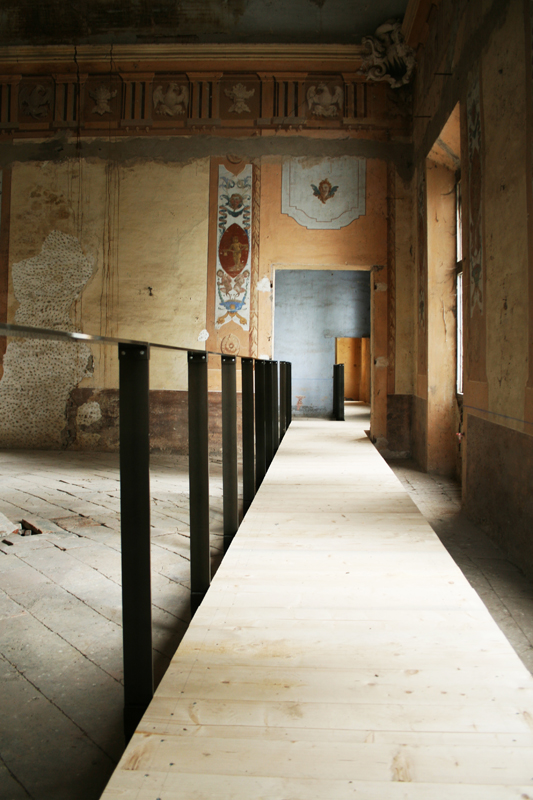
Villa della Mensa, il cantiere di restauro.

La Villa della Mensa è un'antica villa del XV secolo annoverata tra le "delizie", residenze legate alla famiglia d'Este fatte costruire nei dintorni di Ferrara. Si trova nel comune di Copparo, vicino alla frazione di Sabbioncello San Vittore. La Villa porta questo nome perché in passato fu proprietà della Mensa Arcivescovile di Ferrara.
La villa non fu mai parte dei beni degli Estensi ma è collegata ai signori di Ferrara per i personaggi illustri che la frequentarono e per coloro che la usarono come residenza, soprattutto i Vescovi della dinastia d’Este.
Circola da parecchi anni la voce che nella villa, sia all'interno che all'esterno, si verifichino eventi ambigui: infatti in passato alcune persone l'hanno abbandonata per avervi avuto la percezione di "presenze indesiderate". 
La visita è possibile solo in occasione di alcuni eventi.

## Storia e descrizione
L'edificio, costruito in epoca precedente, fu significativamente ampliato tra il 1474 e il 1495 da Bartolomeo della Rovere, vescovo di Ferrara, in modo da diventare una grande villa di campagna presso l'argine del Po. Il cardinale Ippolito I d'Este coinvolse poi Biagio Rossetti nel cantiere nell'estate del 1513. Tra il 1559 e il 1562 il complesso subì altre migliorie, commissionate dal cardinale Luigi d'Este. Alla fine del Cinquecento il vescovo Giovanni Fontana fece ulteriori ampliamenti. Con l'incameramento di Ferrara alla Santa Sede (1598) la villa perse d'importanza. 
La proprietà della villa passò al demanio nazionale e nel 1878 ai conti Scroffa di Ferrara; nel 1888 i fratelli Navarra la acquisirono e la posero tra i beni della loro Fondazione. Dopo essere stata usata come orfanotrofio e residenza per mezzadri, nel 2003 fu acquistata dal Comune di Copparo e dalla Provincia di Ferrara, che ne hanno iniziato il consolidamento.
L'edificio principale ha una pianta poligonale e un cortile a chiostro. La facciata si prolunga con due muraglie sormontate da merlature, che immettono nei cortili di servizio laterali alla villa.